# Mathieu Edjekpan
Mathieu Enguérand Edjekpan (né le 15 janvier 1985 à Porto-Novo) est un footballeur béninois.

## Carrière
- 2003-2004 : AS Saint-Étienne  France
- 2004-2005 : Urbino  Italie
- 2005-2007 : Grottaglie  Italie
- 2007- : ASD Mesagne  Italie[1]

## Sélections
- International avec le  Bénin depuis 2001 : 2 sélections